# 二峨酒
二峨酒是成都双流区出产的一系列白酒，源于改革开放初期，当时双流县政府于1980年在二峨山下，创立的只有五个人的小型乡镇企业“二峨酒厂”，生产以高粱为原料、小麦制成中、高温大曲为糖化发酵剂酿成的二峨系列浓香型白酒。酒厂虽小，但因产品受欢迎发展极快；其中二峨特曲多次获奖；而二峨大曲 曾被中南海和人民大会堂订制为纪念品展示销售，更在1989年由商业部正式发文，与茅台酒、五粮液一并列入国家计划调拨物资。酒厂于2002年破产，几经拍卖转手后由川酒集团于2019年3月收购，经后者注资十亿元后，于2020年5月恢复并重新上市二峨特曲。